# Strada a doppia corsia
Strada a doppia corsia (Two-Lane Blacktop) è un film del 1971 diretto da Monte Hellman.
Nel 2012 è stato scelto per essere conservato nel National Film Registry della Biblioteca del Congresso degli Stati Uniti d'America.

## Trama
Un pilota e il suo meccanico girovagano per le strade del sudovest americano a bordo della loro Chevrolet 150 truccata. Vivono alla giornata, alla ricerca di auto contro cui gareggiare; durante il viaggio, si unisce a loro una ragazza. A un certo punto del viaggio, i due ragazzi sfidano un certo GTO, proprietario di una Pontiac GTO, che hanno incontrato lungo il tragitto: chi arriva per primo a Washington vince l'auto dell'altro. La sfida prosegue tra soste e inconvenienti, con i quattro che si aspettano l'un l'altro ogni qualvolta un nuovo problema incombe. GTO offre nel frattempo numerosi passaggi ai vari autostoppisti che si presentano per la sua strada e a ognuno di loro racconta una versione diversa della propria esistenza fino a quel momento.
Quando i due ragazzi rimangono al verde, i quattro vanno in una pista al confine col Tennessee, dimodoché il pilota possa gareggiare contro altre auto e guadagnare qualche soldo per proseguire il viaggio. Ma GTO se ne va assieme alla ragazza, che in precedenza aveva avuto una relazione sia con il meccanico che con il pilota. Quando le propone di trascorrere del tempo con lui, magari andando a Chicago o a Columbus, la ragazza lo rifiuta e va via con un motociclista appena incontrato.

## Accoglienza

### Critica
Protagonisti della pellicola sono il cantautore James Taylor, il batterista dei Beach Boys, Dennis Wilson e Warren Oates, noto per essere uno degli "attori-feticcio" della filmografia di Sam Peckinpah e che qui (secondo il critico Paolo Mereghetti) offre una superba interpretazione. 
La rivista Esquire dichiarò il film come il migliore dell'anno 1971 e ne pubblicò l'intera sceneggiatura nel proprio numero di aprile . Sebbene non abbia riscontrato un grande successo commerciale, il film viene considerato un cult movie .